# Мурдасов, Сергей Николаевич
Сергей Николаевич Мурдасов (4 июня 1987, Миасс, Челябинская область) — российский биатлонист, призёр чемпионата России. Мастер спорта России (2007).

## Биография
Воспитанник ДЮСШ № 4 г. Миасса, тренеры — Николай Фейсканов, Михаил Зайцев. Во взрослых соревнованиях представлял Свердловскую область, ШВСМ г. Екатеринбурга и команду Российской армии.
В юношеском возрасте — призёр первенств России и отборочных соревнований. Участник чемпионата Европы среди юниоров 2008 года в Нове-Место, где стартовал только в индивидуальной гонке и занял 44-е место.
На взрослом уровне — двукратный бронзовый призёр чемпионата России в командной гонке (2010 и 2011) в составе сборной Свердловской области.
После окончания спортивной карьеры вернулся в Миасс, работает тренером по биатлону в ДЮСШ № 4.